# Lave bleue

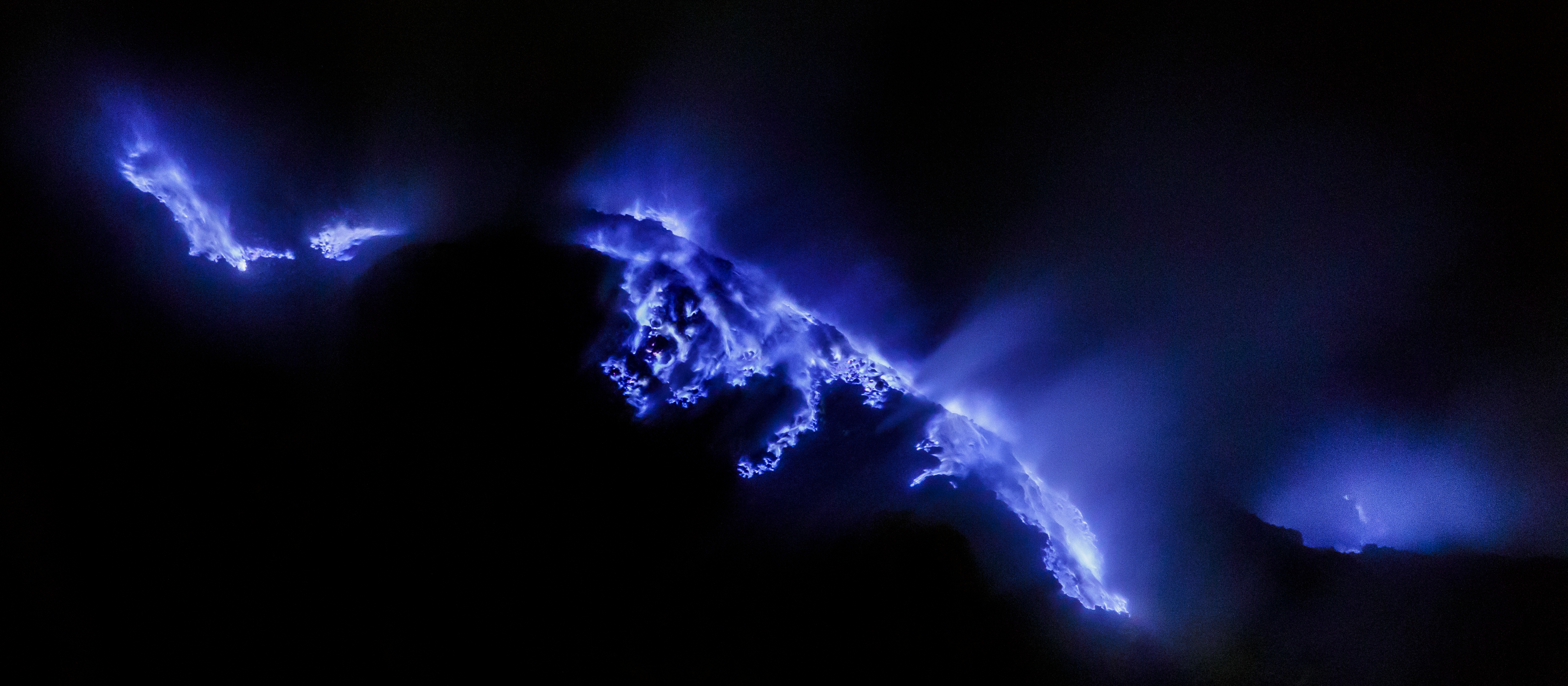
La lave bleue, de nuit au Kawah Ijen en Indonésie.

La lave bleue (en indonésien api biru) ou feu de soufre est un phénomène qui se produit lorsque le soufre entre en combustion. Il s'agit d'une flamme de couleur bleu électrique qui apparaît comme de la lave. Son lieu d'occurrence la plus fréquente est le volcan Ijen en Indonésie.

## Caractéristiques

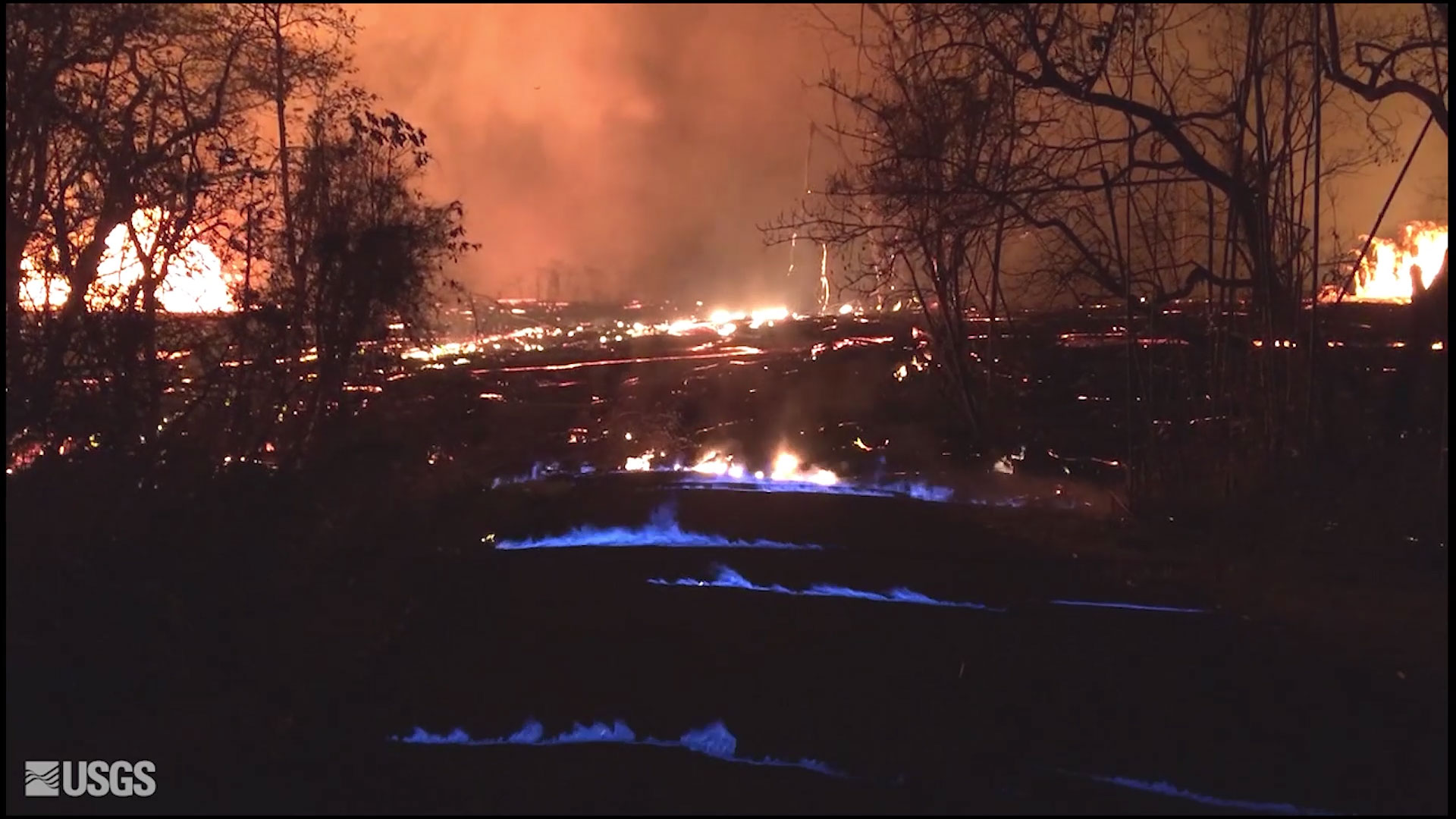
Effusions de méthane sur le Kīlauea.

La « lave bleue » est visible lorsque le soufre entre en contact avec de l'air chaud à des températures supérieures à 360 °C. Pour que la « vraie » lave prenne cette couleur à la surface de la Terre, il faudrait qu'elle atteigne une température de 6 000 °C.[Information douteuse]
Les plus fréquents cas d'apparition du phénomène se produisent sur le Kawah Ijen, sur l'île de Java, qui possède l'une des quantités de soufre les plus élevées au monde ; Kawah Ijen est surnommé « Le Volcan bleu ». Lorsque le soufre est projeté hors de la caldeira, à des températures supérieures à 360 °C, il produit au contact de l'air des flammes de cinq mètres de haut[Pas dans la source] visibles de nuit.
La lave bleue s'observe également sur le volcan Dallol en Éthiopie, lors d'incendies de forêt au parc national de Yellowstone, créant l'apparence de rivières bleues (des lignes noires sur le sol constituant des vestiges de tels épisodes), sur le Kīlauea ou encore lors de l'éruption du bas Puna, en 2018, lorsque du méthane souterrain est entré en combustion.